# 伯克利湖 (喬治亞州)
伯克利湖（英語：Berkeley Lake）是一個位於美國喬治亞州格威內特縣的城市。

## 地理
伯克利湖的座標為33°59′07″N 84°11′00″W / 33.98528°N 84.18333°W，而該地的平均海拔高度為322米（即1056英尺）。

## 人口
根據2010年美國人口普查的數據，伯克利湖的面積為3.10平方千米，當中陸地面積為2.80平方千米，而水域面積為0.30平方千米。當地共有人口1574人，而人口密度為每平方千米507.74人。